# Guy-Henri-Joseph de Lévis-Gaudiez
Pour les autres membres de la famille, voir Maison de Lévis.
Guy-Henri-Joseph-Thérèse, marquis de Lévis-Gaudiez (6 septembre 1757, Pamiers - 14 août 1828, Paris) est un général et homme politique français.

## Biographie
Issu de la Maison de Lévis, dont il est le chef, il est le fils de Joseph de Lévis, baron de Gaudiès, marquis de Lévis, capitaine de grenadiers, chevalier de Saint-Louis, et de Louise Elisabeth Victoire de Lévis-Léran, sa cousine. Par sa mère, il est le petit-neveu d'Henri-Gaston de Lévis, évêque de Pamiers.
Il commence sa carrière militaire à l'âge de quinze ans, en servant au régiment de Picardie. 
En 1774, il se trouve en Corse. En 1788, il commande le régiment du Maine. Il émigre à la Révolution.
À la Restauration, il est fait en 1819, Maréchal des camps et armées du roi, puis, le 5 novembre 1827,
pair de France et chevalier de Saint-Louis.
À la Chambre des pairs, il siège avec les ultra-royalistes jusqu'à sa mort, durant environ huit mois.

### Mariage et descendance
Il épouse à Paris le 23 avril 1782 Antoinette Madeleine de Lévis, sa cousine (Paris, 14 juillet 1765 - château de Lugny, 18 août 1833), fille de Marc Antoine II de Lévis, comte de Lugny, maréchal de camp, chevalier de Saint-Louis, député aux États-généraux de 1789, et de Louise Madeleine Grimod de La Reynière. Tous deux divorcent en 1793. Ils ont trois enfants :
- Antoinette de Lévis (Paris, 20 mai 1783 - 22 octobre 1837), mariée à Paris le 16 mars 1804 avec Hubert de La Ferté Meun, marquis de La Ferté Meun, lieutenant-colonel, chevalier de Saint-Louis (1778-1825). Dont deux fils : Fernand et Hubert de La Ferté Meun ;
- Guy de Lévis (Paris, 22 juin 1784 - 30 avril 1785) ;
- Léo Guy Antoine de Lévis, marquis de Lévis Gaudiès, sous lieutenant aux chevau-légers de la Garde du Roi (1814), aide de camp du maréchal-duc de Reggio (1823), lieutenant-colonel (1824), baron pair héréditaire (1828), élu député de la Loire (1828), pair de France de 1829 à 1830, démissionnaire en 1830 (Paris, 30 août 1786 - Changy, Loire, 17 janvier 1870), marié en 1812 avec Madeleine Zoé Le Peletier des Forts. dont un fils mort sans postérité[1].

## Sources
- « Lévis (Guy-Henri-Joseph-Thérèse, marquis de) », dans Adolphe Robert et Gaston Cougny, Dictionnaire des parlementaires français, Edgar Bourloton, 1889-1891 [détail de l’édition]